# Inquisitor plurinodulatus
Inquisitor plurinodulatus is een slakkensoort uit de familie van de Pseudomelatomidae. De wetenschappelijke naam van de soort is voor het eerst geldig gepubliceerd in 1947 door Cotton.